# Jonas L.A.
Jonas (cunoscut ca Frații Jonas în Los Angeles (engleză Jonas L.A.) în sezonul 2) este un serial care a fost difuzat pe Disney Channel și este creat de Roger S. H. Schulman și Michael Curtis. Personajele principale ale serialului sunt însăși Jonas Brothers. În film sunt numiți "Frații Lucas" care aparțin formației JONAS. Ei încearcă să trăiască o viață normală. Pe 5 mai 2010,s-a luat hotărârea de a se schimba numele în Jonas L.A. Din sezonul 2, frații Jonas se mută în Los Angeles. Sezonul 2 începe în 11 septembrie 2010 pe Disney Channel România. Pe data de 5 octombrie 2010 Disney Channel a anunțat că serialul a fost anulat și că nu va mai primi un al 3-lea sezon.

## Muzică
| Sezon | Titlu                                                              | Episod                                |
| ----- | ------------------------------------------------------------------ | ------------------------------------- |
| 1     | "Give Love a Try" ("Dai iubirii o șansă")(Varianta lui Nick Jonas) | "Wrong Song"(Ep.01)                   |
| 1     | "Pizza Girl" ("Fata cu Pizza")                                     | "Pizza Girl"(Ep.03)                   |
| 1     | "Keep It real" ("Păstrați-o cât mai real")                         | "Keeping it real"(Ep.04)              |
| 1     | "We got to work this out" ("Trebuie să muncim")                    | "Band's best friend"(Ep.05)           |
| 1     | "Tell me Why" ("De ce?")                                           | "Fashion Victim"(Ep.07)               |
| 1     | "Blue Danube" ("Dunărea Albastră")                                 | "That ding you do"(Ep.08)             |
| 1     | "I did it all again" ("Am făcut totul încă odată")                 | "Complete Repeat"(Ep.09)              |
| 1     | "LoveSick" ("Bolnav în iubire")                                    | "Love Sick"(Ep.10)                    |
| 1     | "Give Love a try" ("Dai iubirii o șansă") (Varianta lui Joe Jonas) | "Karaoke surprize"(Ep.14)             |
| 1     | "Time is on our side" ("Timpul este în favoarea noastră")          | "Forgetting Stella's Birthday"(Ep.16) |
| 1     | "Scandinavia" și "No one like you" ("Nimeni ca tine")              | "Cold Shoulder" (Ep. 19)              |

## Premii
| An   | Premii             | Categorie                      | Pentru:        | Rezultat    |
| ---- | ------------------ | ------------------------------ | -------------- | ----------- |
| 2009 | Teen Choice Awards | Choice TV: Breakout Show       | JONAS          | Câștigat    |
| 2009 | Teen Choice Awards | Choice TV Breakout Star Female | Chelsea Staub  | Nominalizat |
| 2009 | Teen Choice Awards | Choice TV Breakout Star Male   | Frankie Jonas  | Câștigat    |
| 2009 | Teen Choice Awards | Choice TV Actor Comedy         | Jonas Brothers | Câștigat    |

## Personaje

### Kevin Jonas (Kevin Jonas)
Kevin este cel mai mare dintre frați și este de obicei văzut trăsnit, sălbatic și nătărău. Kevin gândește mereu din afara cutiei și mereu își imaginează animale trăsnite, ca o vidră care cântă la trompetă. El vine mereu cu planuri ciudate și imposibile dar ocazional are și idei bune. Când minte, vocea lui pare schimbată.

### Joe Jonas (Joe Jonas)
Joe este băiatul care ar face orice ca o fată să îl placă. El o place mult pe Stella dar au decis să nu fie împreună pentru a nu se strica relația de prietenie însă ei sunt împreună după un timp în primul sezon. Cu toate acestea el tot o place și vrea să își petreacă timpul cât mai mult cu ea. Deoarece el flirtează cu Stella, se îndrăgostește. El pare să fie mai prostănac ca Nick, dar nu se compară cu Kevin. Lui îi plac animalele care fac zgomot.

### Nick Jonas (Nick Jonas)
Nick este cel mai calm și serios membru al trupei. El este cunoscut ca băiatul care a avut relații foarte scurte. Critica adresată de familia sa este că se îndrăgostește prea repede. Câteodată el își pierde controlul cu vechiturile lui Kevin. Nick iubește animalele care știu să înoate. Când era mic el nu zâmbea deloc. El motiva că așteaptă să îi crească dinții, dar Kevin întreabă care este motivul pentru care nu zâmbește acum. Nick nu zice nimic.

### Stella Malone (Chelsea Staub)
Stella este designerul formației JONAS. Ea este prietenă cu Macy, Kevin, Nick și Joe. Ea îi cunoaște pe băieți de când erau mici copii. Stella îl place mult pe Joe, dar au decis să nu fie împreună deoarece nu vor să distrugă relația de prietenie după ce se vor despărți. Ea este geloasă pe Joe când îl vede cu altă fată. Ea a creat un selector automat de haine numit Stellavator care le alege hainele pentru fiecare eveniment al băieților. Ea este foarte supărată când hainele făcute de ea sunt stricate. Adoră să vorbească. Stella o ajută pe Macy să vorbească cu băieții fără să îi jignească. Prietena ei e bună la sport dar ea nu.

### Macy Misa (Nicole Anderson)
Macy este prietena celor de la JONAS dar și cea mai mare fană a lor. Macy are tendința să sară și să îi rănească pe cei de la JONAS din greșeală când ea stă pe lângă ei. Ea îi strigă pe fiecare dintre băieți ca "(primul nume) din trupa JONAS". Când se întâlnește cu un băiat care nu e un JONAS, încearcă sa îl facă un JONAS prin a-l striga pe băiat cu numele unui băiat din trupa. E foarte atletică și joacă într-o echipă fruntașă și lucrează în magazinul mamei sale. Macy e o cântăreață teribilă dar refuză să se oprească când ea îi iubește așa de mult. Macy e obsedată de atitudinea fanilor JONAS, dar de când ea leagă o relație de prietenie cu băieții, în special Nick, nu i-a mai rănit. În episodul "Frantic Romantic" ea și Stella s-au dus la o petrecere privată la Hollywood cu băieții. Ea e puțin mai mult obsedată de Nick și Kevin, decât de Joe (posibil deoarece ea știe că Stella îl place pe Joe). În câteva episoade, ea este îmbrățișată de băieții din trupa JONAS. Toate fetele din școala ei sunt obișnuite cu JONAS toate în afară de Macy care se poartă parcă ar fi de la altă școală. Iar în al doilea sezon lui Nick o să-i placă de Macy.

### Tom Lucas (John Ducey)
El este tatăl lui Kevin, Nick, Joe și Frankie, dar și managerul trupei JONAS. El este de obicei cel care îi sfătuiește pe băieți când sunt dezamăgiți în dragoste. În timpul său liber, el joacă V-ați Ascunselea cu Frankie. Este câteodată nervos cu oamenii faimoși care le ia interviu formației.

### Frankie Lucas (Frankie Jonas)
El este fratele Lucas cel mai mic. Frankie este un expert la jocul V-ați Ascunselea și speră să cânte într-o formație.

### Sandy Lucas (Rebecca Creskoff)
Este mama băieților. Ea este foarte mândră de băieții săi, chiar și când o dau în bară. Ea vrea sa aibă o viață normală 
împreuna cu familia sa.

### The Big Man (Robert Feggans)
El este bodyguardul formației.

### Van Dyke Tosh (Chuck Hittinger)
El este băiatul cu care Stella îl face pe Joe gelos.

### Mrs. Snark (Tangelina Rouse)
Ea este profesoara de biologie care îi adoră pe băieți. În episodul Cei Trei mușchetari ea este "o doamnă de teatru".

### Anya (Madison Riley)
Anya este președinta fanclubului scandinav și fosta iubită a lui Kevin. Băiatul este foarte fericit atunci când ea vine să îl vadă. Dar se desparte de Kevin atunci când oamenii râd de ea pentru că nu este americană. Stella o ajută să fie o fată pe placul lumii. Dar Anya nu o ascultă și ia niște sfaturi dintr-o revistă pentru adolescente. Ea exagerează și Kevin nu o mai place.

### Carl Schuster (Nate Hartley)
Carl este un prieten de al fraților Jonas. Dar la ultima lui vizită el este cam încântat de postura rock a membrilor din trupa JONAS. El devine cam nătărău și se laudă că e al 5-lea membru al formației (dar nu e). În final el și băieții de la JONAS se împacă.

### DZ (Adam Hicks)
DZ este vecinul și noul prieten al formației. Jonas îi ignoră cererile de prietenie pentru că este un început de prietenie.DZ este un tip distractiv și entuziasmat de întâlnirea cu JONAS.

### Ben (Robert Adamson)
Este un tip pe care Joe nu-l poate suporta. A avut o relație cu Stella Malone.

## Episoade
Vezi și :Lista episoadelor din JONAS
| România | România | România  | România            | România           |
| Sezon   | Sezon   | Episoade | Primul episod      | Ultimul episod    |
| ------- | ------- | -------- | ------------------ | ----------------- |
|         | 1       | 21 / 21  | 19 septembrie 2009 | 30 mai 2010       |
|         | 2       | 13 / 13  | 11 septembrie 2010 | 12 decembrie 2010 |

| Statele Unite | Statele Unite | Statele Unite | Statele Unite | Statele Unite    |
| Sezon         | Sezon         | Episoade      | Primul episod | Ultimul episod   |
| ------------- | ------------- | ------------- | ------------- | ---------------- |
|               | 1             | 21            | 2 mai 2009    | 14 martie 2010   |
|               | 2             | 13            | 20 iunie 2010 | 3 octombrie 2010 |